# Sistem cristalin cubic

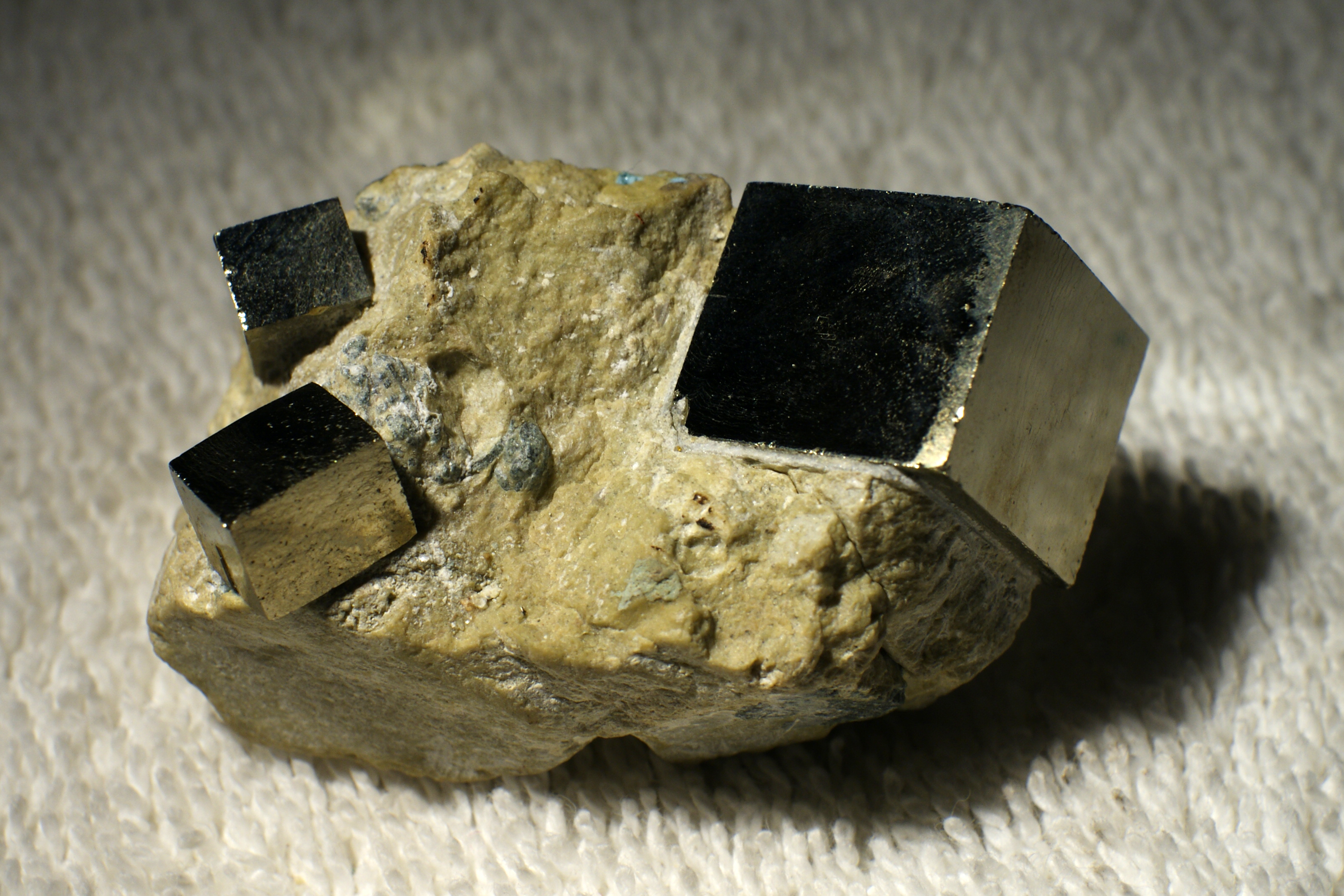
O rocă ce conține trei cristale de pirită (FeS_{2}). Structura cristalină a piritei este cubică primitivă, ceea ce se reflectă în simetria cubică a cristalelor sale.

În cristalografie, sistemul cristalin cubic (numit și regulat sau izometric) este un sistem cristalin al cărui celulă elementară este de forma unui cub. Acesta este unul dintre cele mai simple și mai întâlnite sisteme de cristalizare pentru cristale și minerale. Există trei tipuri de cristale cubice: simple, centrate intern și cu fețe centrate.

## Tipuri

### Rețele Bravais
Există trei varietăți principale ale cristalelor cubice:
- Cubic primitiv (abreviat cP[2] sau cubic simplu)
- Cubic centrat intern (abreviat cI[2] sau cci),
- Cubic cu fețe centrate (abreviat cF[2] sau cfc);

| Rețele Bravais    | Cubic primitiv | Cubic centrat intern | Cubic cu fețe centrate |
| Simbol Pearson    | cP             | cI                   | cF                     |
| ----------------- | -------------- | -------------------- | ---------------------- |
| Celulă elementară |                |                      |                        |

### Clase cristaline
Cristalele din sistemul cubic se clasifică în alte cinci clase cristaline:
- Tetratoidal
- Diploidal
- Hextetraedral
- Giroidal
- Hexoctaedral